# أفيانكا الرحلة 410
أفيانكا الرحلة 410 طائرة بوينغ 727-121 كانت تحمل علي متنها 136 راكبا و7 من أفراد الطاقم في رحلة طيران من كوكوتا إلي قرطاجنة في 17 مارس 1988. كان الحادث بسبب الطقس السئ وتسبب الضباب في قلة الرؤية؛ وأدى ذلك إلى اصطدام الطائرة بجبل على بعد 25 كم (15.6 ميل) شمالي غرب مطار كاميلو دازا الدولي ومات جميع الركاب والطاقم البالغ عددهم 143 شخصا.